# Metaldehyd

Metaldehyd

Metaldehyd är en kolförening med formeln (CH3CHO)4. 

## Egenskaper
Metaldehyd är den cykliska tetrameren för acetaldehyd.  Den är uppbyggd av fyra molekyler acetaldehyd och erhålls som ett vitt pulver, olösligt i vatten, vid inverkan av svavelsyra på acetaldehyd vid låg temperatur. 
Metaldehyd är giftigt (magbesvär, hjärnskador). Dödlig dos för vuxna är ca 4 gram. 

## Användningsområden

### Bränsle
Metaldehyd kan användas som bränsle i leksaker såsom ångmaskiner, och kallas då metatabletter. Dessa brinner med en blå låga utan att sota eller efterlämna aska.

### Bekämpningsmedel
Metaldehyd används även för bekämpning av sniglar i drivhus.